# Bol d’Or (Motorradrennen)

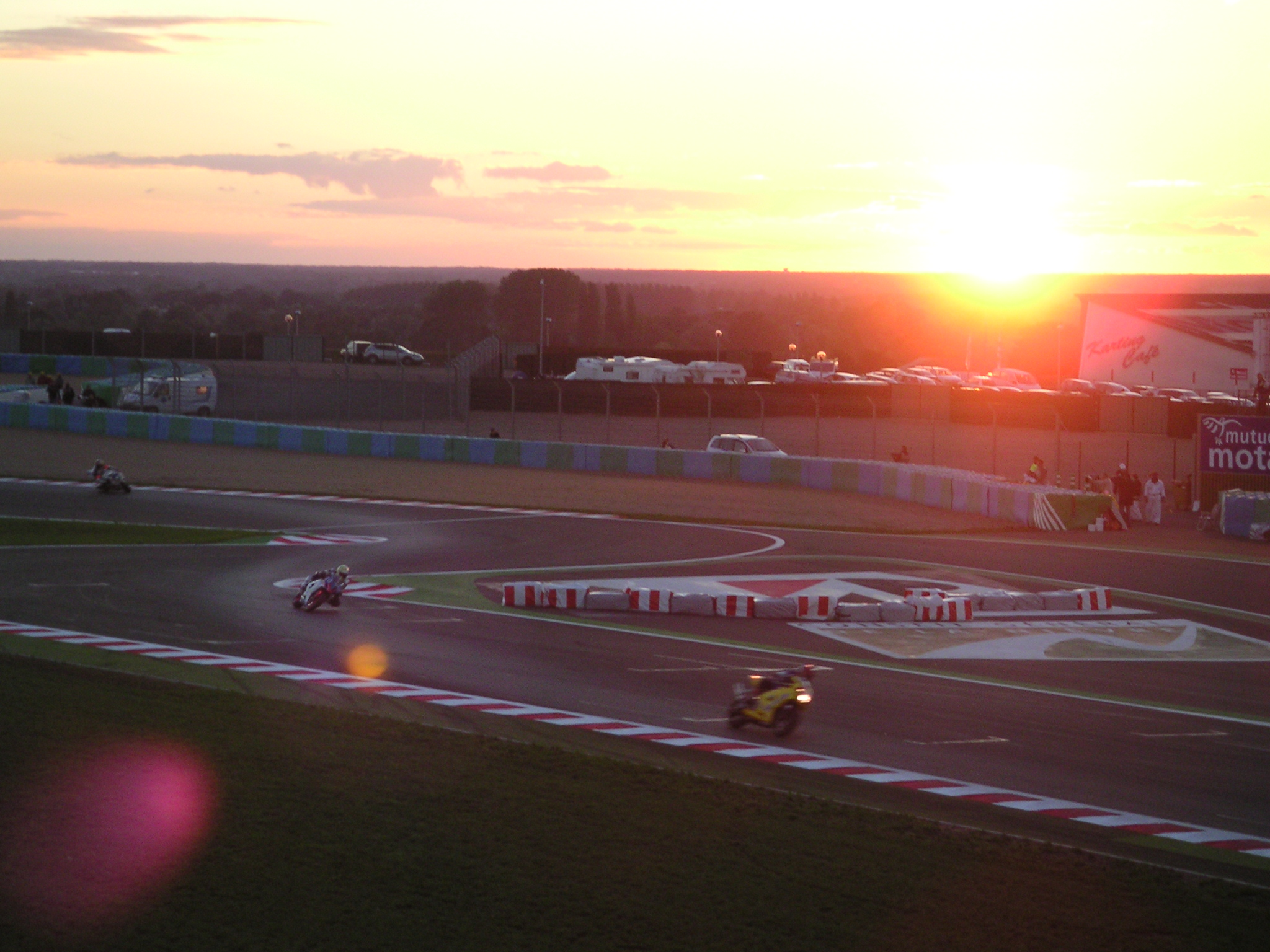
Bol d’Or in den Abendstunden

Der Bol d’Or (französisch für goldene Schale) gehört zu den bekanntesten 24-Stunden-Motorrad-Rennen. Er wurde erstmals 1922 in Vaujours en Seine St Denis ausgetragen. In der Regel findet der Bol d’Or am dritten Wochenende im September statt. Das Rennen wird am Samstag um 15:00 Uhr gestartet und endet am Sonntag um 15:00 Uhr.

## Geschichte
Austragungsort war von 1978 bis einschließlich 1999 der Circuit Paul Ricard in Frankreich, von 2000 bis einschließlich 2014 fand das Rennen auf der Rennstrecke von Magny-Cours statt. Seit 2015 wird das Rennen wieder auf dem Circuit Paul Ricard ausgetragen. Der Siegerpokal hat die Form einer goldenen Schüssel, daher auch der Name „Bol d’Or“.
Zu diesem Großereignis kommen Rennsportfans aus ganz Europa. Die Zahl der Zuschauer erreichte in den 1980er Jahren von 120.000 bis 150.000.
Die Honda CB 900 F Bol d’Or wurde nach dem Rennen benannt.

## Die Bol-d’Or-Sieger
| Jahr | Fahrer                                | Fahrer                                | Fahrer                                | Motorrad                              |
| ---- | ------------------------------------- | ------------------------------------- | ------------------------------------- | ------------------------------------- |
| 1922 | Tony Zind                             | —                                     | —                                     | Motosacoche                           |
| 1923 | Tony Zind                             | —                                     | —                                     | Motosacoche                           |
| 1924 | René Francisquet                      | —                                     | —                                     | Sunbeam                               |
| 1925 | René Francisquet                      | —                                     | —                                     | Sunbeam                               |
| 1926 | Damitio                               | —                                     | —                                     | Sunbeam                               |
| 1927 | Lempereur                             | —                                     | —                                     | FN                                    |
| 1928 | Victor Vroonen                        | —                                     | —                                     | Gillet-FN                             |
| 1929 | Victor Vroonen                        | —                                     | —                                     | Gillet-FN                             |
| 1930 | Paul Debaisieux                       | —                                     | —                                     | Monet-Goyon                           |
| 1931 | Patural                               | —                                     | —                                     | Velocette                             |
| 1932 | Louis Jeannin                         | —                                     | —                                     | Jonghi                                |
| 1933 | René Boura                            | —                                     | —                                     | Velocette                             |
| 1934 | Robert Vasseur                        | —                                     | —                                     | Velocette                             |
| 1935 | René Boura                            | —                                     | —                                     | Norton                                |
| 1936 | Edgar Craët                           | —                                     | —                                     | Gillet-FN                             |
| 1937 | Tabart                                | —                                     | —                                     | Norton                                |
| 1938 | Robert Tinoco                         | —                                     | —                                     | Harley-Davidson                       |
| 1939 | Edouard Hordelalay                    | —                                     | —                                     | Motobécane                            |
| 1947 | Gustave Lefèvre                       | —                                     | —                                     | Norton                                |
| 1948 | Jacques Lenglet                       | —                                     | —                                     | BMW                                   |
| 1949 | Gustave Lefèvre                       | —                                     | —                                     | Norton                                |
| 1950 | Gustave Lefèvre                       | —                                     | —                                     | Norton                                |
| 1951 | Gustave Lefèvre                       | —                                     | —                                     | Norton Manx                           |
| 1952 | Pierre Collignon                      | —                                     | —                                     | Moto Guzzi                            |
| 1953 | Gustave Lefèvre                       | —                                     | —                                     | Norton                                |
| 1954 | Johann Weingartmann                   | Helmut Volzwinkler                    | —                                     | Puch                                  |
| 1955 | Oldrich Hameršmid                     | Saša Klimt                            | —                                     | Jawa                                  |
| 1956 | Gustave Lefèvre                       | Georges Briand                        | —                                     | Norton                                |
| 1957 | Gustave Lefèvre                       | Georges Briand                        | —                                     | Norton                                |
| 1958 | Inizan                                | Mutel                                 | —                                     | Triumph                               |
| 1959 | Jean-Claude Bargetzi                  | Georges Briand                        | —                                     | Norton                                |
| 1960 | René Maucherat                        | René Vasseur                          | —                                     | BMW                                   |
| 1969 | Michel Rougerie                       | Daniel Urdich                         |                                       | Honda                                 |
| 1970 | Tom Dickie                            | Paul Smart                            | —                                     | BSA Rocket 3-Triumph Trident          |
| 1971 | Percy Tait                            | Ray Pickrell                          | —                                     | Triumph                               |
| 1972 | Gérard Debrock                        | Roger Ruiz                            | —                                     | Honda                                 |
| 1973 | Gérard Debrock                        | Thierry Tchernine                     | —                                     | Honda                                 |
| 1974 | Alain Genoud                          | Georges Godier                        | —                                     | Kawasaki                              |
| 1975 | Alain Genoud                          | Georges Godier                        | —                                     | Kawasaki                              |
| 1976 | Alex George                           | Jean-Claude Chemarin                  | —                                     | Honda                                 |
| 1977 | Christian Léon                        | Jean-Claude Chemarin                  | —                                     | Honda                                 |
| 1978 | Christian Léon                        | Jean-Claude Chemarin                  | —                                     | Honda                                 |
| 1979 | Christian Léon                        | Jean-Claude Chemarin                  | —                                     | Honda                                 |
| 1980 | Pierre-Étienne Samin                  | Frank Gross                           | —                                     | Suzuki                                |
| 1981 | Dominique Sarron                      | Jean-Claude Jaubert                   | —                                     | Honda                                 |
| 1982 | Jean Lafond                           | Hervé Guilleux                        | Patrick Igoa                          | Kawasaki                              |
| 1983 | Dominique Sarron                      | Raymond Roche                         | Guy Bertin                            | Honda                                 |
| 1984 | Jean-Pierre Oudin                     | Patrick de Radiguès                   | —                                     | Suzuki                                |
| 1985 | Alex Vieira                           | Gérard Coudray                        | Patrick Igoa                          | Honda                                 |
| 1986 | Dominique Sarron                      | Pierre Bolle                          | Jean-Louis Battistini                 | Honda                                 |
| 1987 | Dominique Sarron                      | Jean-Michel Mattioli                  | Jean-Louis Battistini                 | Honda                                 |
| 1988 | Alex Vieira                           | Dominique Sarron                      | Christophe Bouheben                   | Honda                                 |
| 1989 | Alex Vieira                           | Jean-Michel Mattioli                  | Roger Burnett                         | Honda                                 |
| 1990 | Alex Vieira                           | Jean-Michel Mattioli                  | Stéphane Mertens                      | Honda                                 |
| 1991 | Alex Vieira                           | Miguel Duhamel                        | Jean-Louis Battistini                 | Kawasaki                              |
| 1992 | Terry Rymer                           | Carl Fogarty                          | Steve Hislop                          | Kawasaki                              |
| 1993 | Dominique Sarron                      | Jean-Marc Delétang                    | Bruno Bonhuil                         | Suzuki                                |
| 1994 | Dominique Sarron                      | Christian Sarron                      | Yasutomo Nagai                        | Yamaha                                |
| 1995 | Terry Rymer                           | Jean-Louis Battistini                 | Jehan d’Orgeix                        | Kawasaki                              |
| 1996 | Alex Vieira                           | William Costes                        | Christian Lavieille                   | Honda                                 |
| 1997 | Terry Rymer                           | Brian Morrison                        | Jehan d’Orgeix                        | Kawasaki                              |
| 1998 | Terry Rymer                           | Brian Morrison                        | Peter Goddard                         | Suzuki                                |
| 1999 | Terry Rymer                           | Jehan d’Orgeix                        | Christian Lavieille                   | Suzuki                                |
| 2000 | Jean-Marc Delétang                    | Fabien Foret                          | Mark Willis                           | Yamaha                                |
| 2001 | Brian Morrison                        | Christian Lavieille                   | Laurent Brian                         | Suzuki                                |
| 2002 | Jean-Michel Bayle                     | Sébastien Gimbert                     | Nicolas Dussauge                      | Suzuki                                |
| 2003 | Jean-Michel Bayle                     | Sébastien Gimbert                     | Nicolas Dussauge                      | Suzuki                                |
| 2004 | Vincent Philippe                      | Keiichi Kitagawa                      | Matthieu Lagrive                      | Suzuki                                |
| 2005 | Vincent Philippe                      | Keiichi Kitagawa                      | Matthieu Lagrive                      | Suzuki                                |
| 2006 | Vincent Philippe                      | Keiichi Kitagawa                      | Matthieu Lagrive                      | Suzuki                                |
| 2007 | David Checa                           | Sébastien Gimbert                     | Olivier Four                          | Yamaha                                |
| 2008 | Vincent Philippe                      | Matthieu Lagrive                      | Julien Da Costa                       | Suzuki                                |
| 2009 | Vincent Philippe                      | Freddy Foray                          | Olivier Four                          | Suzuki                                |
| 2010 | Vincent Philippe                      | Guillaume Dietrich                    | Freddy Foray                          | Suzuki                                |
| 2011 | Vincent Philippe                      | Freddy Foray                          | Anthony Delhalle                      | Suzuki                                |
| 2012 | Julien Da Costa                       | Grégory Leblanc                       | Olivier Four                          | Kawasaki                              |
| 2013 | Loris Baz                             | Grégory Leblanc                       | Jérémy Guarnoni                       | Kawasaki                              |
| 2014 | Gregory Leblanc                       | Matthieu Lagrive                      | Nicolas Salchaud                      | Kawasaki                              |
| 2015 | Gregory Leblanc                       | Matthieu Lagrive                      | Fabien Foret                          | Kawasaki                              |
| 2016 | Anthony Delhalle                      | Vincent Philippe                      | Étienne Masson                        | Suzuki                                |
| 2017 | David Checa                           | Niccolò Canepa                        | Mike Di Meglio                        | Yamaha                                |
| 2018 | Freddy Foray                          | Josh Hook                             | Mike Di Meglio                        | Honda                                 |
| 2019 | Vincent Philippe                      | Étienne Masson                        | Gregg Black                           | Suzuki                                |
| 2020 | Abgesagt wegen der COVID-19-Pandemie. | Abgesagt wegen der COVID-19-Pandemie. | Abgesagt wegen der COVID-19-Pandemie. | Abgesagt wegen der COVID-19-Pandemie. |
| 2021 | Sylvain Guintoli                      | Xavier Siméon                         | Gregg Black                           | Suzuki                                |
| 2022 | Florian Alt                           | Erwan Nigon                           | Steven Odendaal                       | Yamaha                                |
| 2023 | Gregg Black                           | Sylvain Guintoli                      | Étienne Masson                        | Suzuki                                |

### Markensiege seit 1980
| Siege | Hersteller | Jahre                                                                      |
| ----- | ---------- | -------------------------------------------------------------------------- |
| 19    | Suzuki     | 1980, 1984, 1993, 1998, 1999, 2001–2006, 2008–2011, 2016, 2019, 2021, 2023 |
| 10    | Honda      | 1981, 1983, 1985–1990, 1996, 2018                                          |
| 10    | Kawasaki   | 1982, 1991, 1992, 1995, 1997, 2012–2015                                    |
| 5     | Yamaha     | 1994, 2000, 2007, 2017, 2022                                               |